# Жаклін Боже-Гарньє
Жаклін Боже́-Гарньє (фр. Jacqueline Beaujeu-Garnier; 1 травня 1917 — 28 квітня 1995) — французька науковиця, географ, президент Société de Géographie з 1983 до 1995. Очолювала наукове видання L'Information géographique. Разом із Філіпом Піншемелем вона заснувала географічне періодичне видання Hommes et Terres du Nord у 1963 році 